# ملكة جمال الولايات المتحدة الأمريكية
ملكة جمال الولايات المتحدة الأمريكية (بالإنجليزية: Miss USA)‏ هي مسابقة ملكة جمال وطنية أمريكية تقام كل عام منذ تأسيسها سنة 1952، وتنظمها منظمة ملكة جمال الكون (MUO) التي تحتكر كل مسابقات الجمال بالولايات المتحدة. منذ سنة 2020 تم تعيين كريستل ستيوارت ميس أمريكا السابقة مديرة للمسابقة.
تحظى مسابقة ملكة جمال أمريكا بأهمية كبرى في المشهد الإعلامي الأمريكي، وتجذب إليها كبار الشخصيات المالية والسياسية والإعلامية، وواجهت عدة فضائح أخلاقية آخرها كانت سنة 2018. كما أنها عرفت عدة تغييرات جذرية منذ انطلاقتها الرسمية سنة 1952 (كانت تنظم بشكل غير منتظم منذ سنة 1921). وقد كان دونالد ترامب شريكا في ملكية منظمة ملكة جمال الكون من عام 1996 حتى عام 2015، قبل أن يبيع حقوقه لشركة WME-IMG لصاحبها ويليام موريس أنديفور، قبيل ترشحه للانتخابات الرئاسية 2016.
بثت المسابقة سابقًا على شبكة إن بي سي. في سبتمبر 2015، وفي عام 2020 بثت شبكة إف واي أي المسابقة لأول مرة. وفي نفس العام أسندت الإدارة لكريستل ستيوارت. وآخر متوجة هي آسيا برانش (ملكة جمال ولاية ميسيسيبي)، فازت بالتاج في 9 نوفمبر 2020 في غريسلاند، بممفيس، تينيسي.
يذكر أن المتسابقة الفائزة بتاج ملكة جمال أمريكا تحصل على مبلغ مالي يقارب 50000 دولار، وتتأهل لتمثيل الولايات المتحدة الأمريكية في مسابقة ملكة جمال الكون.

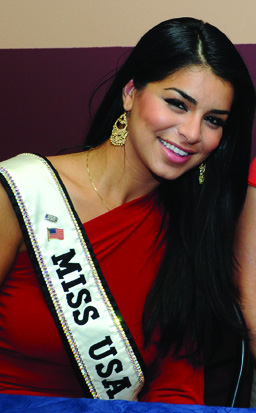
ريما فقيه، ملكة جمال أمريكا لعام 2010، وهي أول مسلمة تفوز بلقب ملكة جمال الولايات المتحدة.

## التاريخ
تم إنشاء مسابقة ملكة جمال الولايات المتحدة الأمريكية في عام 1950 عندما رفضت الفائزة بمسابقة ملكة جمال أمريكا يولاندا فوكس الظهور في صور دعائية أثناء ارتدائها ملابس السباحة. قررت الراعية للمسابقة كاتالينا سحب رعايتها من المسابقة وإنشاء منافستها الخاصة. ومن بين المالكين الآخرين شركة تابعة لشركة غولف آند ويسترن إنداستريز، وأي تي تي، ودونالد ترامب.
أُقيمت أول مسابقة ملكة جمال الولايات المتحدة الأمريكية وملكة جمال الكون بشكل متزامن في لونغ بيتش، كاليفورنيا؛ في عام 1952، كانت أول ملكة جمال للولايات المتحدة هي ملكة جمال نيويورك جاكي لوغيري. كان هناك 30 مندوبًا في السنة الأولى من المنافسة، ولم تتنافس العديد من الولايات خلال العقدين الأولين من تاريخ المسابقة. منذ السبعينيات، أرسلت كل ولاية ومقاطعة كولومبيا مندوبًا كل عام. تنافست ألاسكا لأول مرة عام 1959 وهاواي عام 1960، وكلاهما يتنافسا في مسابقة ملكة جمال الكون حتى هذا الوقت.
تم بث المسابقة على قناة سي بي إس من عام 1963 حتى عام 2002، ولسنوات عديدة كانت معروفة بوجود مضيف سي بي إس كمضيف للمسابقة. استضاف جون تشارلز دالي العرض من عام 1963 إلى عام 1966، وبوب باركر من عام 1967 حتى عام 1987 (لم يكن منتظمًا لشبكة سي بي إس حتى عام 1972 عندما أصبح مضيفًا لبرنامج ذا برايس إز رايت الذي استضافه حتى عام 2007)، كان آلان ثيكي المضيف في عام 1988، وديك كلارك من عام 1989 إلى عام 1993، وبوب غوين من عام 1994 إلى عام 1996. كانت أعلى معدلات العرض في أوائل الثمانينيات، عندما تصدرت تصنيفات نيلسن. انخفضت نسبة المشاهدة بشكل حاد من التسعينيات إلى العقد الأول من القرن الحادي والعشرين، من نسبة مشاهدة تقدر بـ 20 مليونًا إلى متوسط 7 ملايين مشاهد من عام 2000 إلى عام 2001. في عام 2002، توسط المالك دونالد ترامب في صفقة جديدة مع إن بي سي؛ حيث منحهم نصف ملكية ملكة جمال الولايات المتحدة الأمريكية وملكة جمال الكون وملكة جمال المراهقات في الولايات المتحدة الأمريكية ونقلهم إلى إن بي سي بموجب عقد أولي مدته خمس سنوات.
من الناحية التاريخية، مثّلت الفائزة بلقب ملكة جمال الولايات المتحدة الولايات المتحدة في مسابقة ملكة جمال الكون. منذ إنشائها، استطاع ثمان فتيات من حاملي لقب ملكة جمال الولايات المتحدة الفوز بلقب ملكة جمال الكون. في منتصف الستينيات، أنشأت المنظمة قاعدة مفادها أنه عندما تفوز ملكة جمال الولايات المتحدة بلقب ملكة جمال الكون، فإن الوصيفة الأولى تفوز بلقب ملكة جمال الولايات المتحدة لبقية العام. حدث هذا في 1980 و1995 و1997 و2012. في عام 1967، رفضت الوصيفة الأولى سوزان برادلي من كاليفورنيا اللقب وذهب اللقب إلى الوصيفة الثانية شيريل باتون من فلوريدا. كانت المرة الوحيدة التي حصلت فيها وصيفة أولى على لقب ملكة جمال الولايات المتحدة الأمريكية قبل هذه الفترة في عام 1957، عندما استقالت ماري ليونا كيج من ماريلاند بعدما تم الكشف أنها متزوجة.
يتم منح الفائزة عقدًا مدته عام واحد مع منظمة ملكة جمال الكون، تسافر به عبر الولايات المتحدة، وفي بعض الحالات في الخارج، لنشر رسائل حول الأسباب لاختيارها ملكة جمال. بصرف النظر عن الوظيفة، تتلقى الفائزة أيضًا بدلًا نقديًا طوال فترتها، ومجموعة عارضات أزياء، ومنتجات تجميل، وملابس، وأحذية، بالإضافة إلى خدمات التصميم والرعاية الصحية واللياقة البدنية من قبل رعاة مختلفين للمسابقة. تتمتع أيضًا بوصول حصري إلى الأحداث مثل عروض الأزياء والمناسبات الافتتاحية، بالإضافة إلى الوصول إلى مكالمات الصب وفرص عرض الأزياء في جميع أنحاء مدينة نيويورك. عندما امتلك دونالد ترامب المسابقة، تم منح الفائزة استخدام شقة ترامب في مدينة نيويورك خلال فترة فوزها، وتشاركها حاملات لقب ملكة جمال الكون وملكة جمال المراهقات في الولايات المتحدة الأمريكية. إذا لم تتمكن الفائزة لأي سبب من الأسباب من الوفاء بواجباتها كملكة جمال الولايات المتحدة الأمريكية، بما في ذلك إذا فازت بلقب ملكة جمال الكون، فإن الوصيفة الأولى تتولى المهمة.
بعد خسارة المسابقة شركائها التلفزيونيين، أُعلن أن ملكة جمال الولايات المتحدة 2015 ستُبَث على موقع المسابقة. قبل وقت قصير من المسابقة، أعلنت قناة ريلز أنها ستبث ملكة جمال الولايات المتحدة الأمريكية 2015.
في سبتمبر 2015، اشترت آي إم جي منظمة ملكة جمال الكون بمبلغ لم يتم الكشف عنه. كانت شركة آي إم جي قد شاركت سابقًا في ترخيص وإنتاج أحداث المسابقة. في الشهر التالي، أعلنت فوكس أنها حصلت على حقوق التلفزيون الأمريكي لملكة جمال الولايات المتحدة الأمريكية وملكة جمال الكون بدءًا من ملكة جمال الكون 2015 وملكة جمال الولايات المتحدة الأمريكية 2016.

### جدل ملكة جمال الولايات المتحدة 2015
في أواخر يونيو 2015، أعلنت كل من شبكة إن بي سي وشبكة يونيفزيون الناطقة باللغة الإسبانية أنها ستقطع علاقاتها مع دونالد ترامب ومنظمة ملكة جمال الكون ردًا على تصريحات ترامب المتعلقة بالمهاجرين غير الشرعيين أثناء إطلاق حملته الرئاسية الأمريكية لعام 2016. هدد ترامب بمقاضاة الشركتين بسبب القرار؛ وفي 30 يونيو 2015، رفع ترامب دعوى قضائية ضد يونيفزيون بتهمة التشهير وخرق العقد. في فبراير 2016، توصل دونالد ترامب ويونيفزيون إلى تسوية تنهي التقاضي. تظل شروط التسوية سرية، لكنها تضمنت اتفاقًا لترامب لإعادة شراء حصة إن بي سي العالمية في ملكة جمال الكون.

### الاستجابة لجائحة كورنا (كوفيد-19)
كانت مسابقة ملكة جمال الولايات المتحدة الأمريكية 2020 مجدولة في الربيع أو الصيف ولكن قد تأثرت بالعديد من التأخيرات في الجدولة، وافتقرت إلى العثور على موقع وكانت هناك مشكلات بث وسط تفشي جائحة فيروس كورونا في الولايات المتحدة 2020.

### 2020 إلى الآن: الانفصال عن ملكة جمال الكون
في ديسمبر 2020، أُعلن أن ملكة جمال الولايات المتحدة الأمريكية وملكة جمال مراهقات الولايات المتحدة الأمريكية لم يعودا تحت ملكية منظمة ملكة جمال الكون، وبدلاً من ذلك ستوجدان كمنظمة مستقلة تحت قيادة كريستل ستيوارت. سبق أن توجت ستيوارت بلقب ملكة جمال الولايات المتحدة الأمريكية في عام 2008.

## المنافسة
تتكون المسابقة الحديثة من مسابقة أولية تقام قبل أسبوع من المسابقة حيث يتم الحكم على جميع المتسابقات في مسابقات ملابس السباحة والفساتين والمقابلات.

## مسابقات الولايات

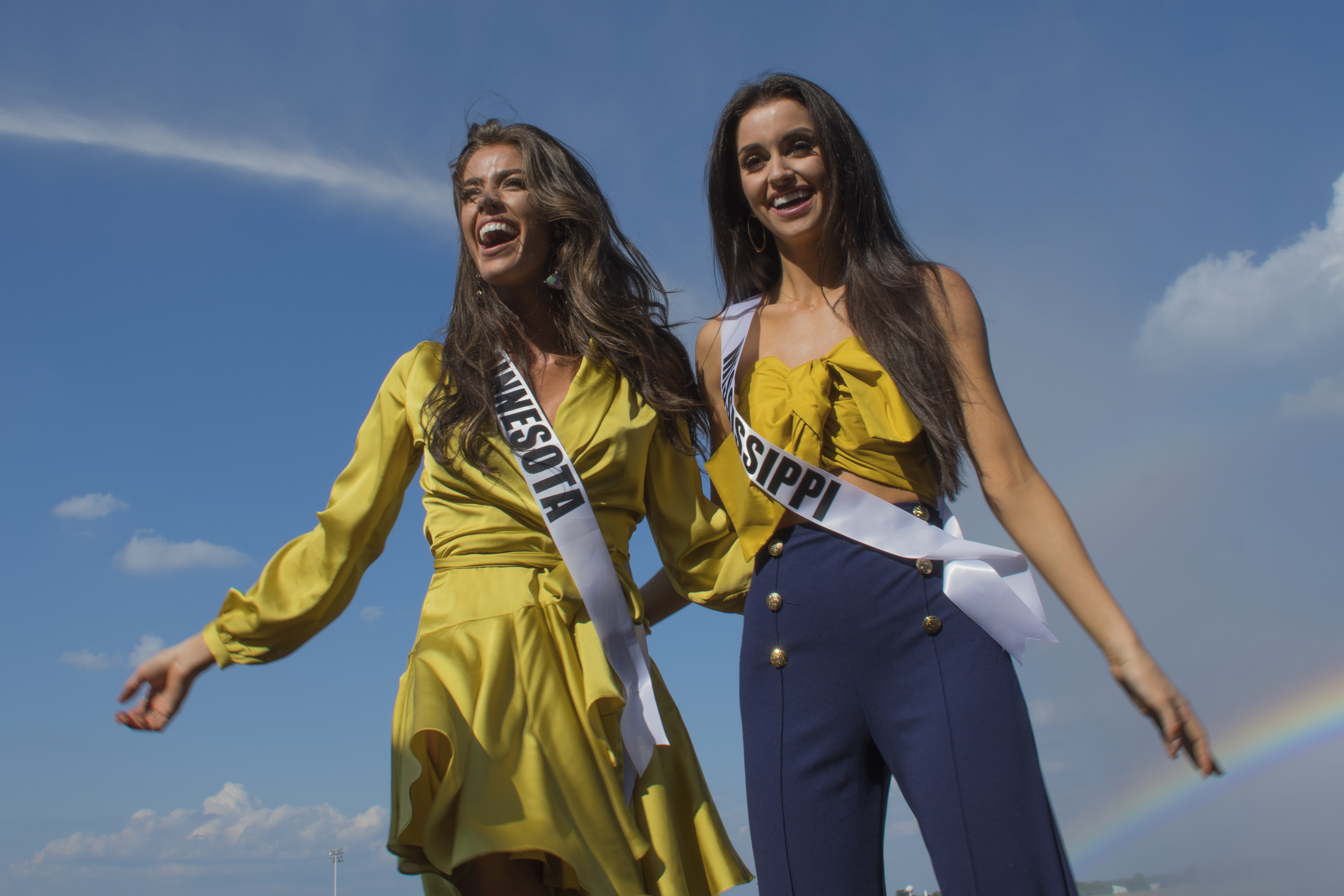
كالي رايت، ملكة جمال مينيسوتا 2018، ولين منصور، ملكة جمال ميسيسيبي 2018، في قاعدة باركسدال الجوية.

كل عام، تعقد كل ولاية مسابقة أولية لاختيار مندوبها لمسابقة ملكة جمال الولايات المتحدة الأمريكية. في بعض الولايات (مثل تكساس وفلوريدا)، تقام مسابقات ملكة محلية أيضًا لتحديد المندوبات لمنافسة الولاية. ويحمل الفائزات على مستوى الولاية لقب «ملكة جمال (الولاية) الولايات المتحدة الأمريكية» عن عام فوزهم.
أنجح ولاية هي ولاية تكساس؛ إذ فازت تسع فتيات عن تكساس بلقب ملكة جمال الولايات المتحدة الأمريكية، أكثر من أي ولاية أخرى، بما في ذلك خمسة فائزات متتاليات من عام 1985 حتى عام 1989. حصلت كاليفورنيا على ثاني أكبر عدد من الألقاب، وذلك بستة مرات، بينما نالت كل من مقاطعة كولومبيا ونيويورك وهاواي وإلينوي أربعة مرات.
ترخص ملكة جمال الولايات المتحدة الأمريكية مسابقات الولاية لمدراء المسابقات، الذين يكونون في بعض الحالات مسؤولين عن أكثر من ولاية واحدة. المجموعات الإدارية هي التالية:
- آر بي إم بروداكشنز (ألاباما، لويزيانا، كارولينا الشمالية، كارولينا الجنوبية)
- فانبروس وأسوسيتس (أركانساس، إلينوي، كانساس، ميسوري، نيبراسكا، أوكلاهوما)
- فيوتشر بروداكشنز (كولورادو، ايوا، مينيسوتا، داكوتا الشمالية، داكوتا الجنوبية، ويسكونسين، وايومنغ)
- باجنت أسوسيتس (فرجينيا الغربية)
- باجنت إن دبليو بروداكشنز (ايداهو، مونتانا، أوريغون، واشنطن)
- كريستال جروب (تكساس)
- غريين وود بروداكشنز (جورجيا، مسيسيبي، تينيسي)
- دي آند دي بروداكشنز (ماريلاند، نيو جيرسي، نيويورك، رود أيلاند)
- بروكتور بروداكشنز (كنتاكي، ميشيغان، أوهايو، بنسلفانيا)
- كاستبنغ كراون بروداكشنز (أريزونا)
- سموك بروداكشنز (نيفادا، يوتا)
- نايس آند ووندرفول بروداكشنز (مقاطعة كولومبيا، فرجينيا)
- منظمة كليمنتي (مين، ماساتشوستس)
- غارنس برودكشنز (ألاسكا)
- نيو ميديا بروداكشنز (هاواي)
- سي دبليو بروداكشنز (ديلاوير)
- إنتاجات لورا (نيو مكسيكو)
- إيوالد بروداكشنز (كونيتيكت)
- مسرح جي دي بي (نيو هامبشاير، فيرمونت)
- موكسي ميديا بروداكشنز (إنديانا)

كاليفورنيا وفلوريدا شاغرتان لأنهما يسعيان للحصول على إدارة جديدة في المستقبل.

### قائمة الولايات الفائزة بمسابقة ملكة جمال الولايات المتحدة
| الولايات           | عدد مرات تحقيق اللقب | السنوات                                                    |
| ------------------ | -------------------- | ---------------------------------------------------------- |
| تكساس              | 10                   | 1977, 1985, 1986, 1987, 1988, 1989, 1995, 2001, 2008, 2022 |
| كاليفورنيا         | 6                    | 1959, 1966, 1975, 1983, 1992, 2011                         |
| هاواي              | 5                    | 1962 1972 1978 1997 [ ا ] 2023 [ ب ]                       |
| مقاطعة كولومبيا    | 4                    | 1964, 2002, 2016, 2017                                     |
| نيويورك            | 4                    | 1952, 1979, 1995, 1999                                     |
| كارولاينا الشمالية | 4                    | 2005, 2009, 2019، 2022                                     |
| إلينوي             | 4                    | 1953, 1963, 1973, 1974                                     |
| ميشيغان            | 4                    | 1990, 1993, 2010، 2024                                     |
| لويزيانا           | 3                    | 1958, 1961, 1996                                           |
| كارولاينا الجنوبية | 3                    | 1954, 1980, 1994                                           |
| يوتا               | 3                    | 1957, 1960، 2023                                           |
| تينيسي             | 2                    | 2000, 2007                                                 |
| ماساتشوستس         | 2                    | 1998, 2003                                                 |
| أوهايو             | 2                    | 1965, 1981                                                 |
| فرجينيا            | 2                    | 1969, 1970                                                 |
| ماريلاند           | 2                    | 1957, 2012                                                 |
| كنتاكي             | 2                    | 2006 , 2021                                                |
| ميسيسيبي           | 1                    | 2020                                                       |
| نبراسكا            | 1                    | 2018                                                       |
| أوكلاهوما          | 1                    | 2015                                                       |
| نيفادا             | 1                    | 2014                                                       |
| كونيتيكت           | 1                    | 2013                                                       |
| رود آيلاند         | 1                    | 2012                                                       |
| ميزوري             | 1                    | 2004                                                       |
| أيداهو             | 1                    | 1997                                                       |
| كانساس             | 1                    | 1991                                                       |
| نيومكسيكو          | 1                    | 1984                                                       |
| أركنساس            | 1                    | 1982                                                       |
| أريزونا            | 1                    | 1980                                                       |
| مينيسوتا           | 1                    | 1976                                                       |
| بنسيلفانيا         | 1                    | 1971                                                       |
| واشنطن             | 1                    | 1968                                                       |
| ألاباما            | 1                    | 1967                                                       |
| فلوريدا            | 1                    | 1967                                                       |
| أيوا               | 1                    | 1956                                                       |
| فيرمونت            | 1                    | 1955                                                       |

## الفائزات
أكبر امرأة فازت بلقب ملكة جمال الولايات المتحدة الأمريكية هي ملكة جمال الولايات المتحدة الأمريكية 2019، تشيسلي كريست من كارولينا الشمالية، كانت تبلغ من العمر 28 عامًا و4 أيام. تُعَد أوليفيا جوردن من أوكلاهوما ملكة جمال الولايات المتحدة الأمريكية 2015 هي الفائزة الوحيدة التي نافست أيضًا في مسابقتين دوليتين رئيسيتين: ملكة جمال الكون وملكة جمال العالم. أطول ملكة جمال الولايات المتحدة هي نانا ميريويذر من ولاية ماريلاند ملكة جمال الولايات المتحدة الأمريكية 2012 بارتفاع 6 أقدام (183 سم).
كانت أول امرأة أميركية آسيوية تفوز بلقب ملكة جمال الولايات المتحدة هي ماسل ويلسون من هاواي عام 1962. كانت أول امرأة من أصل اسباني تفوز بالمسابقة هي لورا مارتينيز هارينج من تكساس في عام 1985، أما أول فائزة أمريكية من أصل أفريقي كانت كارول جيست من ميشيغان في عام 1990، وأول ملكة جمال مسلمة للولايات المتحدة كانت ريما فقيه من ميشيغان في عام 2010.
على الرغم من عدم فوز أي امرأة بكلا لقبي ملكة جمال الولايات المتحدة الأمريكية في سن المراهقة وملكة جمال الولايات المتحدة على الإطلاق، إلا أن براندي شيروود من ولاية أيداهو هي المرأة الوحيدة التي حملت اللقبين. كانت ملكة جمال مراهقات إيداهو وملكة جمال مراهقات الولايات المتحدة الأمريكية، ملكة جمال مراهقات الولايات المتحدة الأمريكية 1989، وملكة جمال إيداهو 1997، وهي الوصيفة الأولى في ملكة جمال الولايات المتحدة 1997، وفي مايو 1997 حصلت على لقب ملكة جمال الولايات المتحدة بعد أن فازت بروك لي من هاواي بمسابقة ملكة جمال الكون. كان قد تنافس عشرة متسابقات سابقات في مسابقة ملكة جمال الولايات المتحدة الأمريكية في مسابقة ملكة جمال المراهقات بالولايات المتحدة الأمريكية، وهم:
- شانا موكلر (1995، ملكة جمال رود ايلاند في سن المراهقة الولايات المتحدة الأمريكية 1992)
- آلي لاندري (1996، ملكة جمال لويزيانا في سن المراهقة الولايات المتحدة الأمريكية 1990)
- كيمبرلي بريسلر (1999، ملكة جمال نيويورك في سن المراهقة الولايات المتحدة الأمريكية 1994)
- لينيت كول (2000، ملكة جمال تينيسي في سن المراهقة الولايات المتحدة الأمريكية 1995)
- سوزي كاستيو (2003، ملكة جمال ماساتشوستس في سن المراهقة الولايات المتحدة الأمريكية 1998)
- تشيلسي كولي (2005، ملكة جمال كارولينا الشمالية في سن المراهقة الولايات المتحدة الأمريكية 2000)
- تارا كانر (2006، ملكة جمال كنتاكي في سن المراهقة الولايات المتحدة الأمريكية 2002)
- راشيل سميث (2007، ملكة جمال تينيسي في سن المراهقة الولايات المتحدة الأمريكية 2002)
- أليسا كامبانيلا (2011، ملكة جمال نيوجيرسي في سن المراهقة الولايات المتحدة الأمريكية 2007)
- ساره روز سامرس (2018، ملكة جمال نبراسكا في سن المراهقة الولايات المتحدة الأمريكية 2012)

فازت ملكة جمال الولايات المتحدة الأمريكية 2004 وملكة جمال ميسوري 2002 شاندي فينيسي بجائزة أولية لفساتين السهرة في مسابقة ملكة جمال أمريكا 2003. كما احتلت مريم ستيفينسون مقعداً بين العشرة الأوائل في ملكة جمال أمريكا 1954 باسم ملكة جمال كارولينا الجنوبية 1953.
ذهب العديد من الفائزات في مسابقة ملكة جمال الولايات المتحدة الأمريكية لمتابعة وظائف في صناعة الترفيه. أولئك الذين نجحوا في هذه الصناعة هم سمر بارتولوميو، وديبورا شيلتون، ولورا هارينج، وكيلي ماكارتي، وشانا موكلر، ولو باركر، وآلي لاندري، وكينيا مور، وبراندي شيروود ،وكيمبرلي بريسلر، وسوزي كاستيو، وشاندي فينيسي، وراشيل سميث، وكريستل ستيوارت وتشيسلي كريست.

## حاملات ألقاب ملكة جمال الولايات المتحدة الأمريكية
| السنة | ملكة جمال الولايات المتحدة | الولاية            | المكان             | التنسيب في ملكة جمال الكون | جوائز خاصة |
| ----- | -------------------------- | ------------------ | ------------------ | -------------------------- | ---------- |
| 2020  | آسيا برانش                 | ميسيسيبي           | ممفيس، تينيسي      | يُعلن لاحقًا                 | يُعلن لاحقًا |
| 2019  | تشيسلي كريست               | كارولاينا الشمالية | رينو، نيفادا       | أعلى 10                    |            |
| 2018  | ساره روز سامرس             | نبراسكا            | شريفبورت، لويزيانا | أعلى 20                    |            |
| 2017  | كارا مكولو                 | واشنطن العاصمة     | لاس فيغاس، نيفادا  | أعلى 10                    |            |
| 2016  | ديشونا باربر               | واشنطن العاصمة     | لاس فيغاس، نيفادا  | أعلى 9                     |            |

## الجوائز
الجوائز التي يتم تقديمها بشكل متكرر في ملكة جمال الولايات المتحدة هي ملكة جمال أميتي وملكة جمال فوتوجينيك.
يتم اختيار جائزة ملكة جمال أميتي من قبل المندوبين، وهي تكريم لمن هم الأكثر ودية ولمن تجعل تجربة المسابقة أكثر إمتاعًا. من عام 1952 إلى عام 1964، عندما كانت مسابقات ملكة جمال الولايات المتحدة الأمريكية وملكة جمال الكون متزامنة، كان من الممكن أن يفوز بالجائزة متسابقة تتنافس إما على ملكة جمال الولايات المتحدة الأمريكية أو ملكة جمال الكون. في الواقع، كان هناك تعادل في عام 1960، حيث ذهبت الجائزة إلى ماينت ماينت ماي ملكة جمال الكون بورما وريبيكا فليتشر ملكة جمال لويزيانا الولايات المتحدة الأمريكية. في عام 2015، فازت ملكة جمال ألاسكا وملكة جمال ديلاوير بجائزة ملكة جمال أميتي. فازت ولايتي فيرمونت ووايومنغ بخمس جوائز ملكة جمال أميتي، أي أكثر من أي ولاية أخرى.
تم منح جائزة ملكة جمال فوتوجينيك لأول مرة في عام 1965 وتم اختيارها من قبل الصحفيين حتى عام 1996 عندما تم اختيارها عن طريق التصويت عبر الإنترنت لأول مرة. لم يكن هناك سوى حالة تعادل واحدة في تاريخ هذه الجائزة: في عام 1980، عندما تم تقاسمها بين جينين فورد من أريزونا وإليزابيث كيم توماس من ولاية أوهايو. الولاية التي فازت بأكبر عدد من الجوائز هي فرجينيا.
فازت لويزيانا بجائزتي ملكة جمال أميتي وفوتوجينيك الممنوحة لمسابقة ملكة جمال الولايات المتحدة الأمريكية.
ومن بين الجوائز الأخرى التي تم تقديمها: أفضل أزياء رسمية (1962-1993)، وستايل (1995-2001)، وأجمل عيون (1993). في عام 1998، مُنحت جائزة الإنجاز المتميز الخاصة لهالي بيري. كانت بيري ملكة جمال أوهايو الولايات المتحدة الأمريكية 1986 وحصلت على المركز الثاني بعد كريستي فيشتنر من تكساس. واصلت هالي فيما بعد لتصبح ممثلة مشهورة، كما حازت على جائزة الأوسكار.

## المواقع
في السنوات الثماني الأولى من المنافسة (1952-1959)، أقيمت مسابقة ملكة جمال الولايات المتحدة الأمريكية في لونغ بيتش، كاليفورنيا. في عام 1960، انتقلت المسابقة إلى ميامي بيتش، فلوريدا، وبقيت هناك حتى عام 1971. وفي عام 1972، أقيمت المسابقة في بورتوريكو، وهي المرة الوحيدة التي أقيمت فيها المسابقة خارج الولايات المتحدة القارية. هز انفجار في الفندق المضيف تلك المسابقة.
من عام 1972 إلى الآن، أقيمت المسابقة في مواقع مختلفة، وتقام بشكل عام في كل موقع لمدة سنتين إلى ثلاث سنوات.
حتى من عام 2020، أقيمت المسابقة في الولايات التالية:
| - ألاباما - موبيل (1989) - كاليفورنيا - لونغ بيتش (1952–1959) - لوس أنجلوس (2004, 2007) - فلوريدا - ميامي بيتش (1960–1971) - ليكلاند، فلوريدا (1984–1985) - ميامي (1986) - إنديانا - غاري (2001–2002) - كانساس - ويتشيتا (1990–1993) | - لويزيانا - شريفبورت (1997–1998, 2018) - باتون روج (2014–2015) - ماريلند - بالتيمور (2005–2006) - ميزوري - برانسون (1999–2000) - مسيسيبي - بيلوكسي (1979–1982) - نيفادا - لاس فيغاس (2008–2013, 2016–2017) - رينو (2019) | - نيومكسيكو - ألباكركي (1987) - نيويورك - مدينة نيويورك (1973) - شلالات نياجارا (1974–1976) - كارولينا الجنوبية - تشارلستون (1977–1978) - تينيسي - نوكسفيل (1983) - ممفيس (2020) - تكساس - إل باسو (1988) - ساوث بادري (1994–1996) - سان أنطونيو (2003) |

## التلفزيون
شارك العديد من مندوبات ملكة جمال الولايات المتحدة وملكة جمال مراهقات الولايات المتحدة الأمريكية في برامج تلفزيون الواقع وبرامج الألعاب التلفزيونية الأخرى. المندوبات المعروفات الذين تنافسوا لاحقًا في برامج الواقع هم داني بوترايت، وكريستي لي وودز، ونيكول أوبرايان، وشاندي فينيسي، وشانا موكلر، وهانا براون، وجنيفر ميرفي، وكارولين لوني، وكايلين ميلر-كيز، وآلا بينافيديز، وكلسي ويير، وفيكتوريا بول، ومارييلا بيبين.
في عام 2007، تم بث برنامج Pageant Place، وهو برنامج تلفزيوني واقعي يضم راشيل سميث وريو موري وهيلاري كروز وكاتي بلير وتارا كانر على قناة إم تي في.
في 19 يونيو 2011، شارك أندي كوهن من تلفزيون برافو في استضافة الذكرى الستين للحدث مباشرة في لاس فيغاس جيوليانا رانسيك.

## هوامش